# Chassagnes
Chassagnes település Franciaországban, Haute-Loire megyében. Lakosainak száma 158 fő (2022. január 1.). Chassagnes Collat, Mazerat-Aurouze, Paulhaguet, Sainte-Marguerite és Saint-Préjet-Armandon községekkel határos.

## Népesség
A település népességének változása:
| Lakosok száma | 181  | 144  | 141  | 169  | 165  | 160  | 157  | 156  | 155  | 158  |
|               | 1968 | 1982 | 1990 | 2006 | 2013 | 2015 | 2017 | 2019 | 2020 | 2022 |